# Aemond Targaryen
Aemond Targaryen é um personagem fictício do universo de A Song of Ice and Fire, franquia literária criada por George R. R. Martin, bem como do seriado da HBO House of the Dragon. Nas histórias, Aemond é conhecido por sua ambição, complexidade e por ser o cavaleiro do gigantesco dragão Vhagar. Filho do rei Viserys I Targaryen e da rainha Alicent Hightower, o príncipe Aemond é interpretado na adaptação televisiva pelos atores britânicos Leo Ashton e Ewan Mitchell, nas fases pré-adolecente e jovem-adulto, respectivamente.

## Descrição
Aemond Targaryen possui características típicas dos descendentes de valirianos: cabelos platinados e olhos violetas (apenas na literatura). Após perder um dos olhos em confronto, passou a usar uma prótese ocular feita de safira, além de tapa-olho. Aemond é um rapaz ambicioso e deseja consolidar seu poder dentro da Casa Targaryen, muitas vezes às custas de seus próprios familiares. É um ótimo espadachim e frequentemente visto como um antagonista, mas também possui momentos de fragilidade.

## Biografia

### No universo deA Song of Ice and Fire
Aemond Targaryen nasceu em 110 DC, filho do rei Viserys I Targaryen e da rainha Alicent Hightower. Sua chegada, junto com a de seu irmão Aegon, causou uma divisão na corte, onde os apoiadores de Rhaenyra, a filha do primeiro casamento de Viserys, se opunham aos "Verdes", que defendiam os direitos dos filhos de Alicent. A rivalidade entre Aemond e os filhos de Rhaenyra, Jacaerys, Lucerys e Joffrey, intensificou-se ao longo dos anos, especialmente após Aemond tentar reivindicar o dragão Vhagar, que estava sem montador, após o falecimento de Laena Velaryon. Durante essa tentativa, Aemond agrediu Joffrey, o que resultou em uma luta entre os meninos, onde Lucerys lhe arrancou o olho direito. 
Embora tenha perdido um olho, Aemond considerou isso um preço justo para obter Vhagar e se tornou um habilidoso espadachim sob a orientação de Sor Criston Cole. Em 127 DC, durante um banquete, Aemond provocou seus primos Velaryon, zombando deles com a referência "três garotos fortes", insinuando que eram bastardos, o que refletiu sua natureza implacável e sua contínua rivalidade com a família de Rhaenyra. Em 129 DC, após a morte do rei Viserys I, Aemond, com dezenove anos, se envolveu na guerra de sucessão conhecida como Dança dos Dragões, resultante da coroação de seu irmão Aegon II, ignorando a nomeação de Rhaenyra como herdeira. Para garantir o apoio de Lorde Borros Baratheon em Ponta Tempestade, Aemond provocou um confronto com Lucerys, que também buscava a aliança de Borros. Após uma série de provocações, Aemond montado em Vhagar, matou Lucerys e seu dragão, Arrax, em um ato que o tornou alvo de desprezo entre seus inimigos, embora Aegon II o comemorasse.
O príncipe Daemon Targaryen, em busca de vingança, contratou assassinos para matar o filho de Aegon II, levando a esposa de Aegon, Helaena, à loucura. Durante a Batalha de Pouso de Gralhas, Aemond e Aegon II mataram Rhaenys Targaryen e seu dragão, Meleys. Após a batalha, Aemond assumiu o poder como Príncipe Regente enquanto Aegon se recuperava, tomando a coroa de Aegon O Conquistador e declarando que ficava melhor nele do que no irmão. Aemond, em busca de eliminar Daemon, capturou Harrenhal, mas, frustrado pela ausência de Daemon, ordenou a execução de Sor Simon Strong e sua família, poupando Alys Rivers que se tornou sua amante. Em um duelo decisivo contra Daemon sobre o lago Olho de Deus, Aemond foi derrotado e morto, com a espada de aço valiriano, Irmã Sombria, de Daemon, cravada em seu crânio. Anos depois, Alys governou Harrenhal como a "Rainha Bruxa", alegando que seu filho com Aemond era o legítimo rei, desafiando a regência de Aegon III.

## Adaptação televisiva

### Desenvolvimento
Para o The Face, Ewan Mitchell falou sobre sua experiência no teste de audição para Aemond Targaryen. O ator alegou que se sentiu excepcionalmente calmo durante seu trajeto para o evento. Quando perguntado sobre como ele ganhou seu papel como Aemond, Mitchell disse: "Eu fiz o teste como todo mundo. Normalmente, eu fico realmente ligado para audições, mas quando desci no trem para esta, eu estava em tal 'estado de Zen' que adormeci, o que nunca acontece no transporte público." Mitchell também lembrou como seu estado de espírito impactou sua performance posteriormente, com o ator afirmando que decidiu levar seu tempo com a audição. "Lembro-me de ir para a audição sem sentir que eu queria ou precisava, mas como se eu quisesse possuí-la", disse ele.
Para Mitchell, Aemond é uma espécie de "Michael Myers", o perseguidor imponente e imparável de Halloween. O ator vê como a fisicalidade do vilão clássico dos filmes slashers, onde não importa o quão lento ele ande, sem dizer uma palavra, sempre alcançará sua vítima, é assustador e importante para sua visão de como Aemond precisa ser.
Em entrevista ao Comic Book, o ator foi questionado sobre qual personagem de Game of Thrones teria uma boa conversa com Aemond. Nesse momento, ele aproveitou para admitir que não prestigiou à série-mãe de House of the Dragon:
| “                                   | Não assisti a Game of Thrones. Tenho uma confissão a fazer. Nunca assisti e não queria fazê-lo quando recebi esse personagem. Não queria que influenciasse minhas decisões de qualquer forma, seja consciente ou não. Queria trazer algo novo. Aemond é singular, sabe? | ” |
| — Ewan Mitchell, para ComicBook.com | |   |

### 1ª Temporada
O príncipe Aemond aparece pela primeira vez no Fosso dos Dragões, acompanhado de seu irmão Aegon (Ty Tennant) e dos sobrinhos Jacaerys (Leo Hart) e Lucerys Velaryon (Harvey Sadler), todos pré-adolecentes. Enquanto Jacaerys se dedica ao treinamento de seu dragão, Vermax, Aemond é alvo das risadas dos outros, que lhe presentearam um porco vestido como dragão, zombando de sua incapacidade de domar uma criatura alada. Em busca de provar seu valor, Aemond se aventura pelas cavernas do Fosso, mas foge apavorado de Dreamfyre, que cospe fogo em sua direção. Ao retornar, confessa à sua mãe, a rainha Alicent (Olivia Cooke), as humilhações que sofreu, o que a leva a confrontar Aegon.
Após o velório de Laena Velaryon (Nanna Blondell), Aemond, determinado, parte sob a luz da lua para domar Vhagar, o dragão da falecida. No entanto, apesar de conseguir domar a fera, sua tentativa culmina em um confronto com as filhas de Laena, Baela (Shani Smethrust) e Rhaena (Eva Ossei-Gerning), além de Jacaerys e Lucerys. A luta se intensifica, e em um momento de fúria, Lucerys arranca o olho de Aemond, provocando uma acalorada discussão entre Alicent e Rhaenyra Targaryen..
Seis anos se passam, e Aemond (Ewan Mitchell) agora é um jovem espadachim sob a orientação de Sor Criston Cole (Fabien Frankel). Certo dia, ele testemunha Sor Vaemond Velaryon (Will Johnson) reivindicar Derivamarca diante o rei, apenas para ser decapitado por Daemon Targaryen (Matt Smith) diante de todos. Durante um jantar familiar, Aemond provoca seus sobrinhos, insinuando que são filhos de Harwin Strong, alimentando rumores maldosos.
Após a morte do rei Viserys (Paddy Considine), Alicent pede a Criston que encontre Aegon (Tom Glynn-Carney) antes de Otto Hightower (Rhys Ifans). Aemond o acompanha, e ao encontrar o irmão, eles se envolvem em uma discussão fervorosa no Grande Septo, onde Aegon expressa sua relutância em assumir a coroa, mas Aemond o incita a reivindicá-la. Após presenciar a coroação de Aegon no Fosso dos Dragões e a fuga da princesa Rhaenys (Eve Best), Aemond é enviado a Ponta Tempestade para buscar o apoio de Lorde Borros Baratheon (Roger Evans). Ao se deparar com Lucerys (Elliot Grihault), os dois se perseguem pelos céus tempestuosos, e um trágico confronto entre os dragões resulta na morte de Lucerys e de seu dragão, Arrax.

### 2ª Temporada
Devido a morte de Lucerys, o príncipe Daemon Targaryen manda assassinos assassinar Aemond em vingança, mas o sobrinho de Aemond, o príncipe Jaehaerys Targaryen, é morto em vez dele, pois Aemond não se encontrava na Fortaleza Vermelha e estava visitando um bordel. Aemond expressa arrependimento sobre sua parte na morte de Lucerys para a madame do bordel Sylvi (Michelle Bonnard), preocupado que seja sua culpa que eles estivessem à beira da guerra. Após a Batalha do Moinho Ardente, Aemond apoia a proposta de Sor Criston Cole de subjugar as casas nas Terras da Coroa que se aliaram a Rhaenyra (Emma D'Arcy). Quando Aegon e sua comitiva levam um novo escudeiro ao bordel de Sylvi para perder sua virgindade, ele encontra Aemond com Sylvi e zomba de seu irmão até que Aemond vai embora. 
Ele participa da Batalha em Rook's Rest com Vhagar, esperando que um dragão venha para defender o castelo para então emboscá-los. Depois que a princesa Rhaenys chega com Meleys, Aemond adia o plano quando Aegon chega com Sunfyre. Ele logo se junta à batalha e testemunha Meleys lutando com Sunfyre e ordena que Vhagar ataque Meleys e Sunfyre, engolfando o último em chamas que enviam Aegon e Sunfyre ao chão. Aemond então luta com Rhaenys, mas apesar dela inicialmente obter a vantagem, Vhagar embosca e esmaga o pescoço de Meleys, matando-a e enviando Rhaenys para a morte enquanto elas caem em Rook's Rest. Aemond é mais tarde encontrado por Criston em pé sobre o corpo inconsciente de seu irmão, após encontrá-lo gravemente ferido. Após retornar a Porto Real, Aemond é feito regente pelo Pequeno Conselho enquanto Aegon se recupera de seus ferimentos e ele rapidamente ordena o fechamento da cidade para impedir que o medo se espalhe entre os plebeus devido ao bloqueio em Porto Real.
Mais tarde, ele fica furioso quando Lorde Jason Lannister (Jefferson Hall) se recusa a marchar com seu exército para as Terras Fluviais, a menos que Aemond e Vhagar se juntem a ele e decidam enviar Sor Tyland Lannister (Jefferson Hall) para se aliar à Triarquia. Ele também força Alicent a renunciar à sua posição de consultora no Pequeno Conselho depois que ela continua a discordar do resto de seus membros. Depois que ele é informado de que Aegon acordou de seu coma, Aemond vai confrontá-lo e questiona se ele se lembra de alguma coisa sobre a Batalha em Rook's Rest, mas Aegon nega lembrar como recebeu seus ferimentos. Depois que ele testemunha o dragão Silverwing voando sobre Porto Real com um novo cavaleiro, ele corre para buscar Vhagar.  Ele então persegue Silverwing até Pedra do Dragão, mas depois de testemunhar Rhaenyra com seu dragão Syrax ao lado de Verimithor e seu novo cavaleiro, Aemond rapidamente recua, não querendo enfrentar três dragões adultos de uma vez. Em sua raiva, Aemond queima Sharp Point, a sede da Casa Bar Emmon, que está prometida a Rhaenyra. Ele pressiona Helaena a montar Dreamfyre na batalha, e depois que sua irmã Helaena (Phia Saban) se recusa, ele tenta forçá-la, apenas para Alicent pará-lo e adverti-lo por suas ações. Aemond mais tarde confronta Helaena mais uma vez e ameaça matá-la se ela não se juntar a ele, mas Helaena o rejeita afirmando que o viu causar os ferimentos de Aegon em uma visão e que Aemond morrerá durante a guerra.

## Recepção

### Resposta da Crítica

Ewan Mitchell em 2024 para uma edição da Esquire. A atuação de Mitchell foi elogiada por alguns críticos e considerada uma das melhores da série.

Ewan Mitchell tem recebido críticas positivas por sua atuação como Aemond Targaryen em "House of the Dragon". A revista The Face elogia a performance de Mitchell, destacando sua capacidade de trazer uma "carisma nuclear" ao personagem, mesmo com uma presença limitada nas primeiras temporadas. A crítica menciona que sua chegada ao elenco foi um "impacto sísmico" na série, especialmente na construção do vilão.. Para a CBR, além de argumentar sobre a profundidade e a tragédia que Mitchell traz ao seu personagem, descrevendo Aemond como alguém que esconde vulnerabilidades sob uma fachada de raiva, a crítica destaca que a atuação de Mitchell é fundamental para a complexidade do personagem, especialmente após eventos significativos na trama.
William Goodman d revista GQ, discute como Aemond, interpretado por Mitchell, se tornou um dos personagens mais perigosos de Westeros, elogiando a forma como o ator equilibra momentos de vulnerabilidade com uma presença ameaçadora. A crítica menciona que a atuação de Mitchell é essencial para a narrativa da série, especialmente em cenas de conflito. Jeff Conway da Forbes, elogia Mitchell poor trazer uma profundidade emocional ao seu personagem, mostrando que Aemond não é apenas um vilão unidimensional, mas sim um jovem atormentado por suas experiências e inseguranças. Ele consegue transmitir uma mistura de raiva e vulnerabilidade, o que enriquece a narrativa da série. A atuação de Mitchell é descrita como "catalítica", por James Mottram do NME, com uma energia que mantém os espectadores atentos sempre que ele está em cena. Sua habilidade de equilibrar momentos de tensão e conflito é frequentemente mencionada como um dos pontos altos da série.